# Shqipran Skeraj
Shqipran Skeraj (ur. 24 listopada 1985 w Prizrenie) – kosowski były piłkarz, w 2005 roku reprezentant Kosowa.
Zna języki angielski i niemiecki.